# Пілар дель Кастільо
Марія Пілар дель Кастільо Вера (ісп. María Pilar del Castillo Vera; нар. 31 липня 1952, Надор, Марокко) — іспанська політик, член Народної партії та депутатка Європейського парламенту.

## Біографія
Дель Кастільо вивчала юриспруденцію в Університеті Комплутенсе в Мадриді. У 1981–1982 роках за програмою Фулбрайта навчалася в Університеті штату Огайо. У 1983 році здобула вчений ступінь в Мадриді. З 1986 року викладала конституційне право в Національному університеті дистанційної освіти, з 1994 року завідує кафедрою політичних наук. У 1995–1996 роках дель Кастільо видавала журнал Nueva Revista de Política, Cultura y Arte. У 1996–2000 роках керувала іспанським державним інститутом дослідження громадської думки «Центр соціологічних досліджень».
У 2000 році дель Кастільо Вера була призначена міністеркою освіти, культури і спорту в другому кабінеті міністрів Хосе Марії Аснара. На парламентських виборах 2004 року, коли Народна партія в цілому зазнала поразки, Пілар дель Кастільо Вера була обрана депутаткою нижньої палати іспанського парламенту від провінції Гранада. Тим не менш, через кілька місяців вона склала повноваження в Конгресі депутатів, перемігши на виборах до Європарламенту в червні 2004 року. Пілар дель Кастільо Вера входить у фракцію Європейської народної партії і працює в комітеті з промисловості, досліджень та енергетики.
Дель Кастільо опублікувала кілька книг, зокрема, про поведінку виборців і фінансування політичних партій. Вона є членом ради Національного музею Прадо і членом ради Іспанського фонду соціальних досліджень і аналізу (FAES).
Одружена, має двох дітей. Захоплюється живописом, її офіційним портретом в галереї Міністерства освіти Іспанії був автопортрет.